# Hotliner

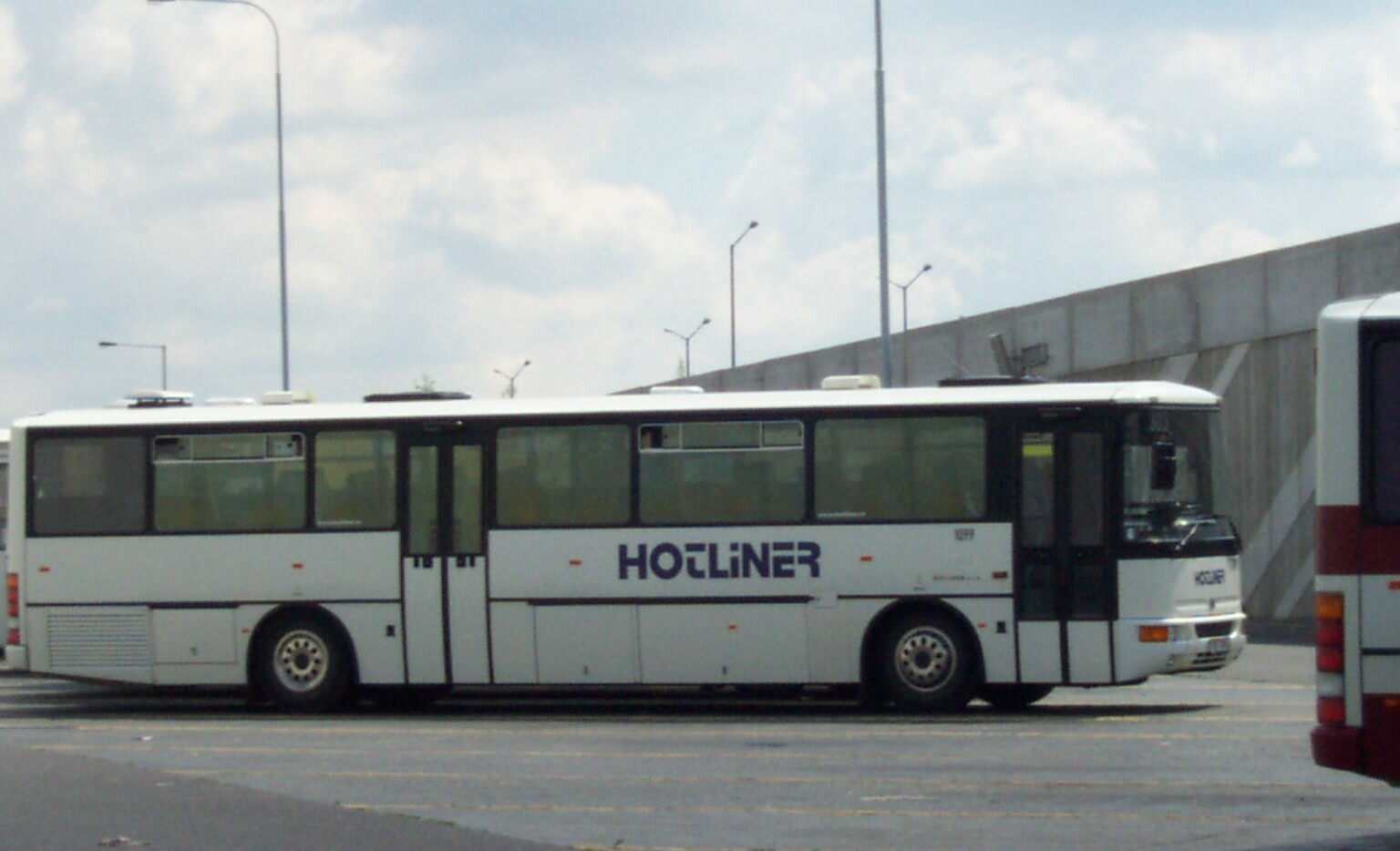
Autobus soukromého pražského dopravce Hotliner

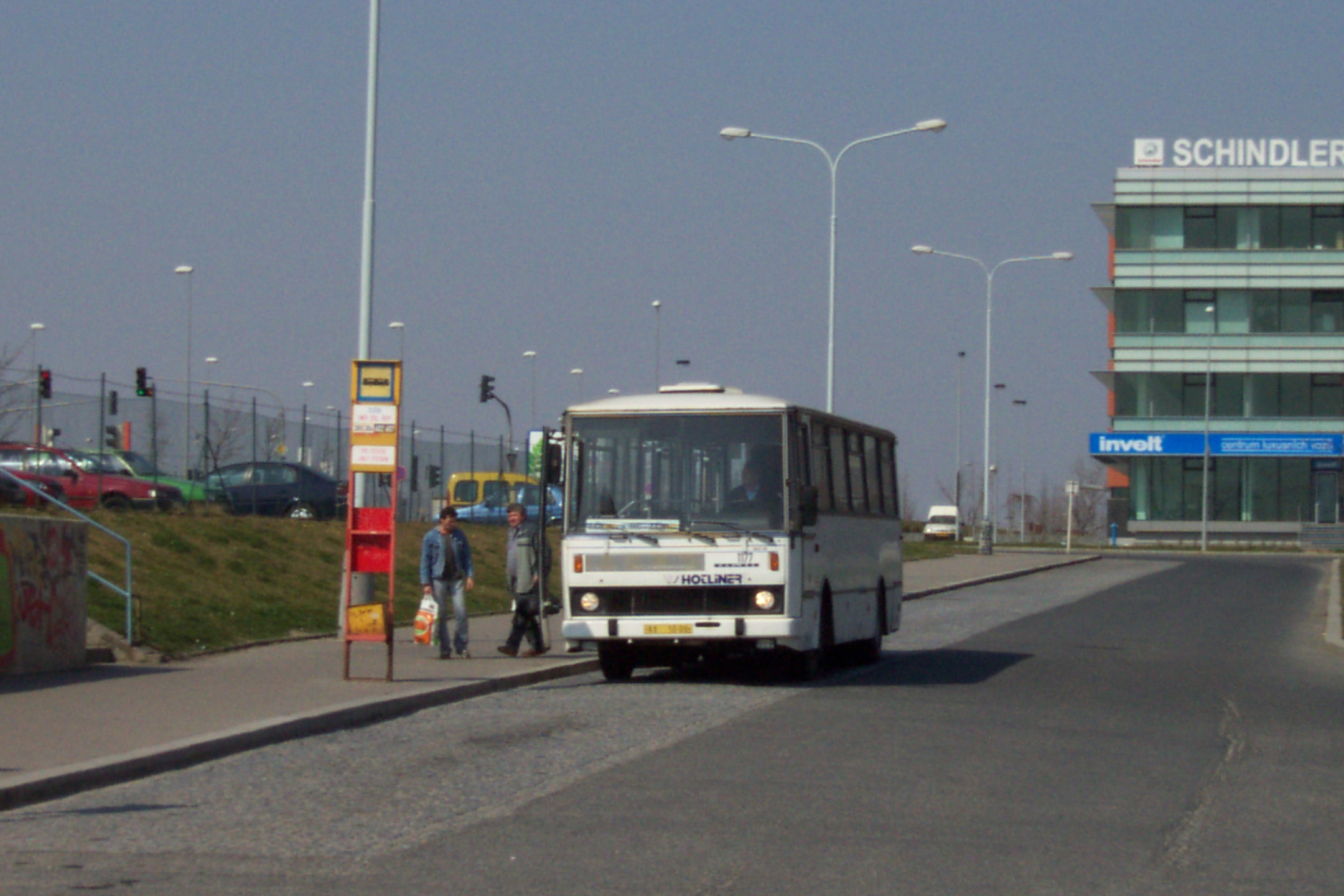
Jeden ze starších autobusů společnosti Hotliner na Zličíně

HOTLINER s.r.o. byl soukromá dopravní firma sídlící v Praze-Vysočanech. Do roku 2013 provozovala zejména linky objednané nákupními centry. V letech 1992–2006 provozovala také městskou dopravu v Praze a příměstskou dopravu ve východním okolí Prahy jako jeden z dopravců v systému Pražské integrované dopravy a v letech 2003–2006 meziměstskou autobusovou dopravu. V roce 2014 firma neprovozuje žádnou autobusovou linku, ani jiné aktivity
Vedlejší činností byla ukládka inertních materiálů (sutí, zemin), prodej a přeprava písků, štěrků, drtí. Firmu vlastnili a jejími jednateli byli Jaromír Horký a Otakar Horký. Firma měla až 70 zaměstnanců.

## Historie
Dopravní činnost pod obchodním názvem Jaromír HORKÝ-HOTLINER započal Jaromír Horký nejprve jako podnikatel – fyzická osoba (IČO 16899504, v Živnostenském rejstříku zapsán od 24. února 1993, ale náhradní dopravu za tramvaj údajně provozoval již v roce 1992). Později postupně převedl provozování autobusových linek na společnost s ručením omezeným (IČ 25632761), která vznikla 17. prosince 1997 (původní společnosti zaniklo oprávnění k silniční osobní dopravě 31. 10. 1999).
V prosinci 2010 navrhli dlužníci firmy zahájení insolvenčního řízení, soud však tento návrh odmítl s tím, že navrhovatel rozhodující skutečnosti týkající se dlužníkova úpadku vylíčil nedostatečně. 15. ledna 2013 se novým jednatelem stal Miloslav Lechner, přičemž již od 29. října je jediným společníkem firmy společnost SunnyBay Services Ltd. se sídlem na Seychelských ostrovech. V lednu 2014 navrhli dlužníci firmy zahájení nového insolvenčního řízení, který tentokrát soud přijal a řízení zahájil, v únoru 2014 však návrh opět odmítl. V červenci a září 2014 však Úřad práce uspokojil mzdové nároky zaměstnance společnosti s tím, že firma je v platební neschopnosti.

## Autobusová doprava
- Linky k pražským obchodním centrům
  - Českomoravská – Centrum Černý Most (linka č. 103106, označená CČM) (1997–1998)
  - Černý Most – Centrum Černý Most, poslední rok provozu s průjezdem přes sídliště (103106, CČM) (1999–červen 2004)
  - Zličín – IKEA (103104, IKEA) od roku 1998 do 2013; od roku 2009 však tuto linku provozuje sesterská společnost, úklidová firma Cityliner[4], v roce 2013 převzala provoz linky společnost Tarivo a.s., v roce 2014 nahradila tuto linku, linka DP Praha 180.
  - Černý Most – IKEA (103116, IKEA2) od 16. 12. 2004; v roce 2013 na této lince jezdí autobusy firmy Tarivo a.s., v roce 2014 jezdí firma PROBO BUS .
  - Skalka – Europark Štěrboholy (103112, EUR1) od roku 2002 do roku 2009
  - Háje– Europark Štěrboholy (103103, EUR2) od roku 2003 do roku 2009
  - Europark Štěrboholy – Hloubětínská (103106, EUR3) v provozu od 15.10.2004. V trase Europark Štěrboholy – Kyje, Vajgarská v provozu od 21. 2. 2005 do 30. 6. 2005, pak zrušena.
  - Zličín – Globus Zličín (103105, GLOBUS) 2. 1. 2005 převzata po dopravci Antonín Řezníček, od roku 2013 provozuje linku firma PROBO BUS
  - Linky T (103107, Čakovický zámek), E (103108, Kbely), S (103109, Sídliště Bohnice), C (103110, Vozovna Kobylisy), O (103111, Prosek), OCL (103113, Ládví) k obchodnímu centru v Letňanech 1. 2. 2007 převzaty po dopravci Dopravní podnik hl. m. Prahy a. s., Hotliner byl provozovatelem do konce srpna 2008 (od 1. září 2008 převzal linky dopravce Libor Valenta). V roce 2014 v provozu pouze linka OCL (103113), v úseku OC Letňany - Letňany (metro C). Od 2. 1. 2016 jede v trase OC Letňany - Letňany (metro C) - Letňanská - Nový Prosek - Prosek (metro C) - Sídliště Prosek - Střížkov (metro C) - OC Letňany. Dopravce: Libor Valenta
- Náhradní dopravu za pražské tramvaje zajišťovala firma od roku 1992 do roku 2012. Pouze v případech, kdy pro náhradní dopravu byly třeba kloubové autobusy nebo kdy kapacity firmy Hotliner byly vytíženy, provozoval některé linky náhradní dopravy i sám Dopravní podnik hl. m. Prahy. V některých případech se bylo možné na linkách setkat s pronajatými vozy jiných dopravců.
- Městské autobusové linky Pražské integrované dopravy (PID) v Praze provozovala firma od roku 2002 do konce roku 2006.
  - 221 převzata od Dopravního podniku hl. m. Prahy v roce 2002
  - 701 a 702, původně linky náhradní dopravy ze sídliště Černý Most k železniční stanice Kyje na dobu, kdy z důvodu zatopení metra při povodni v roce 2002 nejezdilo metro. Linka 701 zůstala jezdit natrvalo a byla 16. května 2005 výrazně prodloužena.
  - linky 222, 223, 251, 269, 562, 564 od 1. prosince 2005 převzaty od DP hl. m. Prahy, linka 240 nově zavedená k témuž datu
- Příměstské linky Pražské integrované dopravy provozovala firma od roku 1996 do konce roku 2006.
  - linky 302, 303, 304, 343, 344, 347, 484 )původně jako 384), 496 (původně jako 396) od jejich zavedení, též linka 368, později zrušená.
  - linky 323 a 353 převzaty v roce 2002 od Dopravního podniku hl. m. Prahy

Od 1. ledna 2007 všechny linky PID, které provozovala firma Hotliner s. r. o., převzal dopravce Connex Praha s. r. o.
, dnes ARRIVA PRAHA s.r.o.
- Meziměstské / dálkové linky (komerční provoz)
  - Linka Praha–Liberec–Jindřichovice pod Smrkem (154221) od 15. 11. 2004 do 31. 1. 2006, předtím od 18. 10. 2003 v provozu s číslem 510011. Linka byla předmětem sporů s Libereckým krajem a firmami Student Agency a ČSAD Liberec a. s.
  - Linka Praha–Jablonec nad Nisou (153220) od 2. 5. 2005. Provoz této linky skončil k 1. 9. 2006.
- Letištní linka Airport Express (AE)
- licenční číslo linky 103120, v datech PID kódována jako linka č. 790
- V roce 2009 linku převzal od DP Praha, a provozoval na ní 5 pronajatých autobusů SOR BN 12, přímo pro tuto linku, autobusy však v době potřeby jezdily i na NAD za tramvaje, na lince však občas jezdily i vozy Mercedes-Benz Citaro. V roce 2010 na lince zase jezdí DP Praha a upravené letištní autobusy Irisbus Citybus 12M a Irisbus Crossway LE 12.8M v barvách ČD Najbrt.
- Doprava dnes
- V roce 2015 již firma neprovozuje žádnou autobusovou linku, ani jiné aktivity.

### Obchodní a konkurenční vztahy s Dopravním podnikem hl. m. Prahy
V Dopravním podniku hl. m. Prahy a. s. docházelo po léta k interním sporům, proč jeden odštěpný závod zadává provozování náhradní autobusové dopravy externímu dopravci, namísto aby je vykonával odštěpný závod DP-Autobusy téhož podniku. Odborové organizace DP a někdy i vedení odštěpného závodu Autobusy poukazovaly na to, že Hotliner poskytuje dopravu sice za nižší cenu, ale také v nižší kvalitě. Údajně měl také nižší nároky na objednatele, například nepožadoval mobilní záchody pro řidiče na dočasných konečných zastávkách.
1. prosince 2005 převzala firma Hotliner po Dopravním podniku provozování několika dalších městských linek (222, 223, 251, 269, 562 a 564) a dostala licenci pro novou linku 240. O způsobu výběru dopravce pro tyto firmy orgány města veřejnost neinformovaly. Vedení Dopravního podniku hl. m. Prahy svým odborovým organizacím vysvětlilo, že jde o dohodu mezi oběma dopravci a objednatelem a že v rámci této dohody si již Dopravní podnik bude náhradní dopravu za tramvaje zajišťovat sám. V rozporu s touto informací v roce 2006 opět DP objednal u firmy Hotliner i náhradní autobusovou dopravu. Odborářský web DP-aréna v souvislosti s těmito skutečnostmi zveřejnil 10. listopadu 2005 tvrzení, že švagr vlastníka firmy Hotliner je starostou Horních Počernic, jichž se převzaté linky týkají, a bratr údajně pracuje na magistrátu. Neprůhledný způsob výběru dopravců podobným spekulacím nahrává.
Od 1. července 2009 na speciální pražské městské lince AE (Airport Express), kterou provozoval Dopravní podnik hl. m. Prahy a. s., jezdilo 5 autobusů SOR BN 12 společnosti Hotliner, které si Dopravní podnik hl. m. Prahy a. s. od firmy Hotliner k tomuto účelu pronajal. Jde o vozidla, která měl v minulosti Dopravní podnik hl. m. Prahy pronajaté od výrobce a poté, co je výrobci vrátil, je výrobce pronajal firmě Hotliner.

### Kvalita služeb
Autobusy nasazované zejména na linky náhradní dopravy bývaly starší městské autobusy Karosa z 80. let, velice často s původní automatickou převodovkou československé provenience, od jejíhož používání však bylo pro její složitost a poruchovost Dopravním podnikem upuštěno již krátce po uvedení prvních strojů do provozu.
Na meziměstské lince naopak dopravce dorovnával vysoký komfort služeb s konkurenční společností Student Agency. Nasazoval na linku autobusy Mercedes-Benz Tourismo a Travego. Z Prahy do Liberce nasadil počátkem období souboje tří dopravců cenu 70 (ČSAD Liberec jezdila za 78 Kč), od 7. února 2005 byla 1. třída za 60 Kč a ekonomická třída za 50 Kč (tou dobou ČSAD Liberec jezdila za 60 Kč a Student Agency za 50 Kč), o cestující rovněž pečovala stevardka a v případě zaplnění autobusu byl dopravce v Praze připraven obratem přistavit další vůz (za nižší jízdné, jako „ekonomická třída)“. V autobusech byl zdarma podáván čaj a káva, někdy i drobné zákusky, zdarma byly poskytovány noviny a pouštěna tlumená reprodukovaná hudba.

### Autobusy
Firma vlastnila kolem 60 autobusů, avšak v roce 2015 již žádný nevlastnila. Pro provoz na linkách Pražské integrované dopravy měl Hotliner tyto typy autobusů:
- Karosa B 731
- Karosa B 732
- Karosa C 734
- Karosa B 932 E
- Karosa C 954
- Mercedes-Benz Citaro, klasická varianta + C + L
- Mercedes-Benz Conecto
- Karosa C 744
- Karosa B 741
- SOR BN 12 (zapůjčeny od firmy SOR Libchavy na linku AE)

## Jiné aktivity
Před volbami v roce 2006 se starala o garážování a údržbu volebních autobusů ČSSD (dvoupatrové vozy Routemaster a nízkopodlažní autobus Mercedes-Benz Citaro).